# نیلی دم‌کوتاه
نیلی دم‌کوتاه (نام علمی: Cupido argiades) نام یک گونه از تیره پرنیان‌بالان است.

## نگارخانه

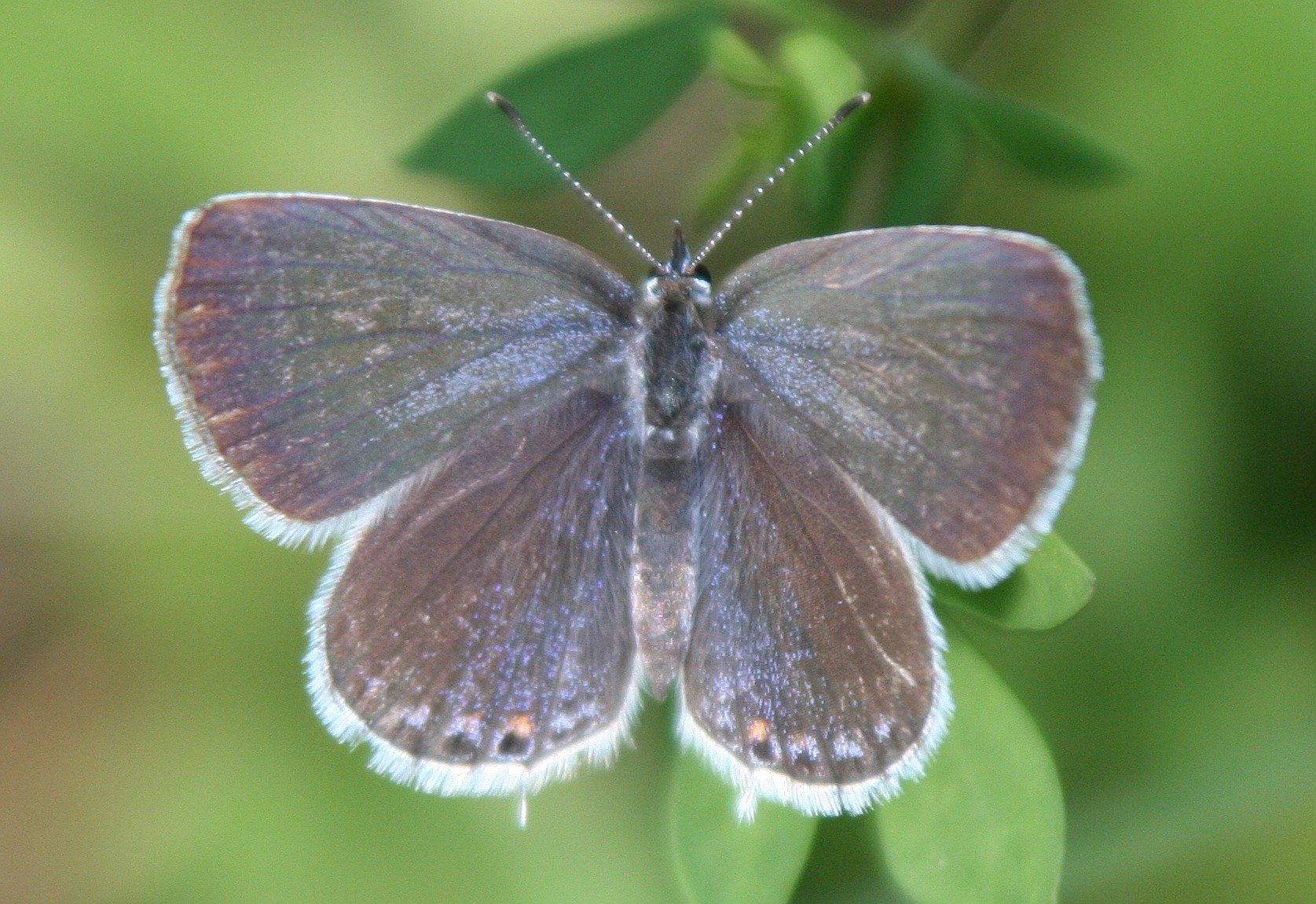
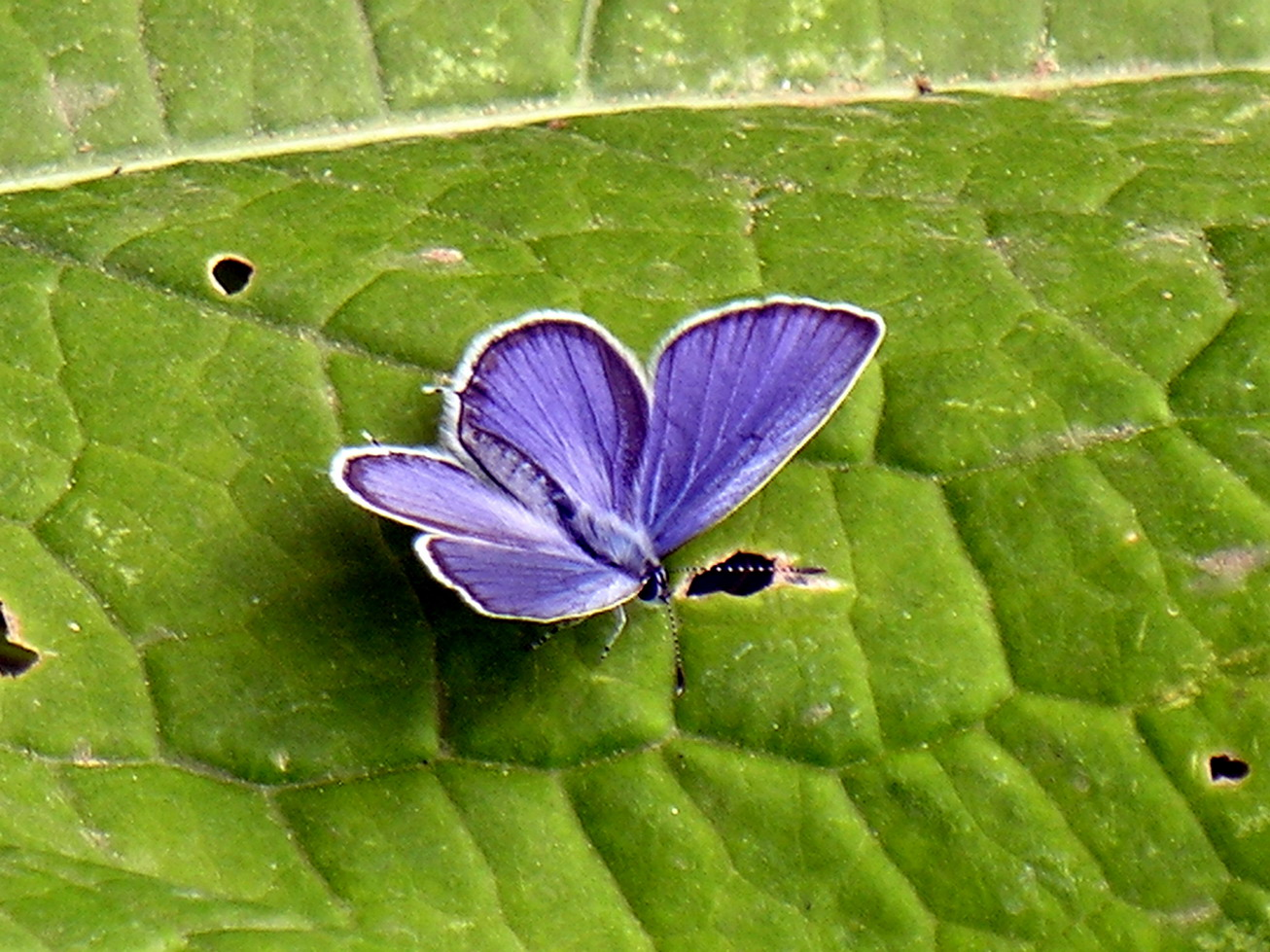
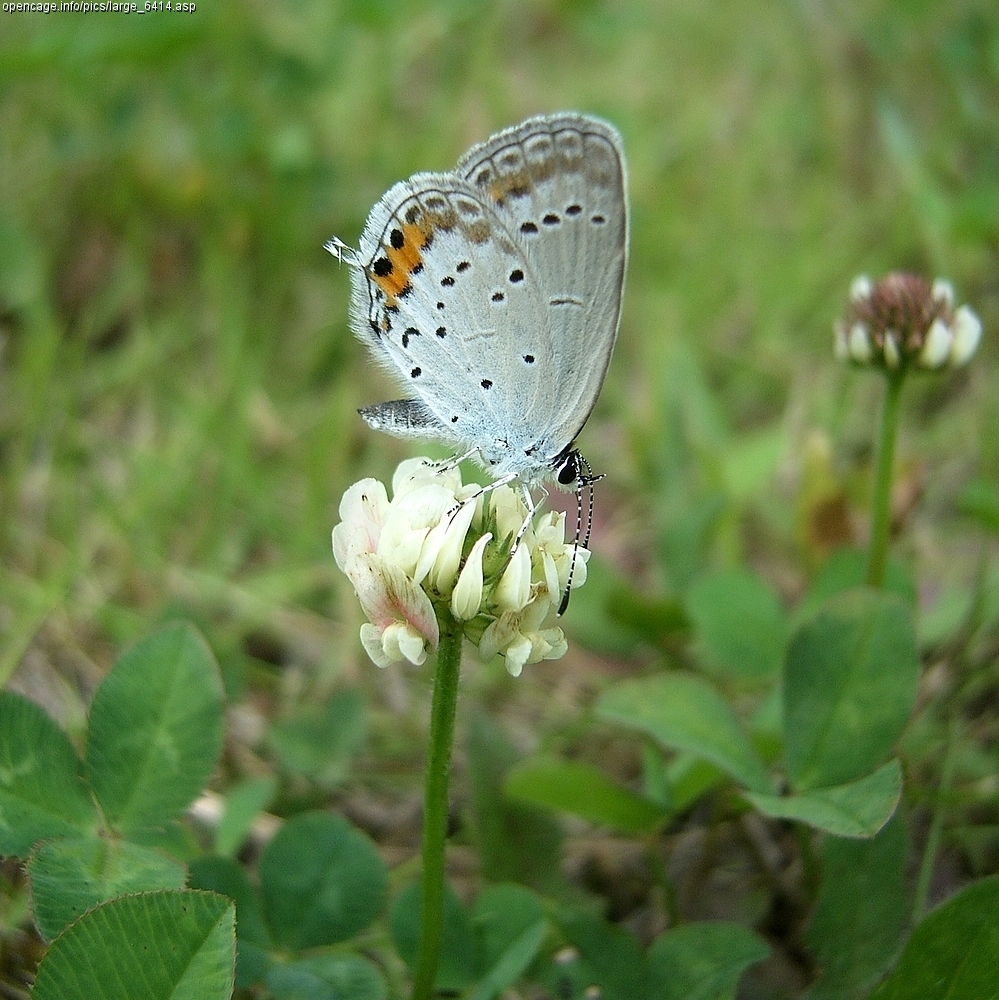
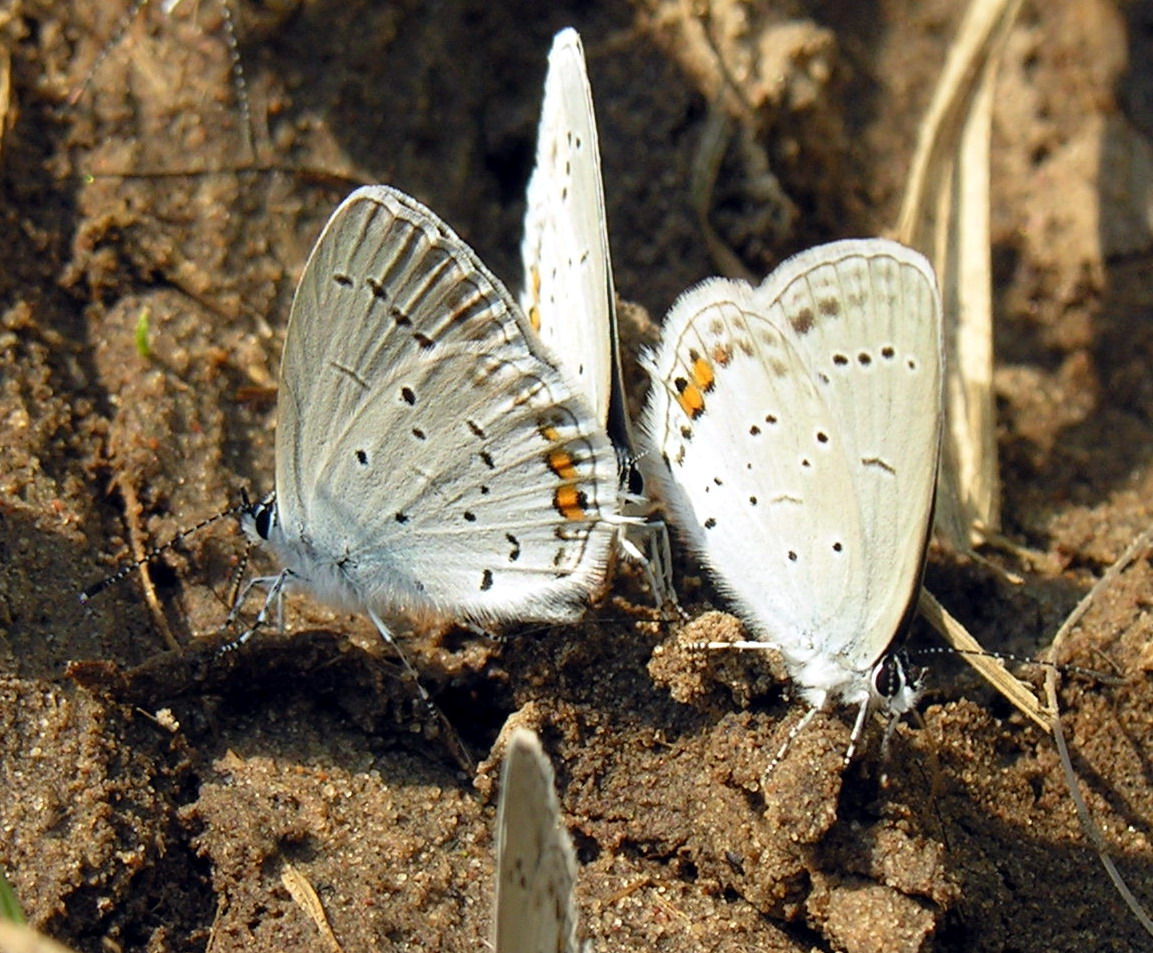